# Partido Autonomista (Argentina)
El Partido Autonomista (PA), algunas veces llamado Partido Autonomista Nacional (PAN), es un partido político argentino fundado en 2018 con personería jurídica a nivel nacional y en varios distritos del país. Este partido no debe confundirse con el histórico Partido Autonomista Nacional, el cual se disolvio en 1916. 
El conductor del partido (José Antonio “Pocho” Romero Feris) y otros militantes del Partido Autonomista, aclararon que el actual PA se proclama continuadora del antiguo PAN (aunque el Partido Demócrata se reivindica continuadora del PAN y del PDN histórico).

## Historia

### Inicios
El Partido Autonomista data de los años noventa, compitiendo así en varias elecciones de esa década. Años más tarde pierde su personería jurídica nacional, pero sigue participando en elecciones provinciales.

### Refundacion 2018 y Elecciones presidenciales 2019

Logo del PAN utilizado para las elecciones generales de 2019.

Para el año 2018 se logra obtener la personería jurídica de orden nacional, al conseguir los cinco distritos necesarios para conformarla. Cabe mencionar que en algunas provincias el partido ya contaba con presencia, como en Corrientes.
En virtud ello, el partido logra presentarse para las elecciones nacionales del siguiente año, llevando a José Antonio Romero Feris y a Guillermo Sueldo como candidatos a presidente y vicepresidente respectivamente. En las PASO se obtiene la cantidad de 32.562 votos (0,13%), y no logra superar el piso del 1,5% de votos necesarios para pasar a las elecciones generales.

### Elecciones legislativas 2021
Más tarde en el año 2021, el Partido Autonomista en la Provincia de Buenos Aires se unió a la alianza electoral de centroderecha Avanza Libertad junto al Partido Demócrata, la Unión del Centro Democrático y el partido Dignidad Popular. De allí, el frente liberal-libertario obtuvo un 7,48% y logró obtener 2 diputados bonaerenses, 2 diputados nacionales y 7 concejales (pero el PA no logra llenar bancas).

### Elecciones presidenciales 2023
El 14 de junio ante la justicia se presentó la alianza Hacemos por Nuestro País, junto a un sector del peronismo federal, el socialismo y la democracia cristiana. Llevó como candidato a presidente a Juan Schiaretti gobernador de Córdoba y al diputado nacional Florencio Randazzo cómo vicepresidente.
Romero Feris fue electo parlamentario del Mercosur para el periodo 2023-2027 en las Elecciones al Parlasur de Argentina de 2023.

## Ideología
El partido se considera el continuador de las ideas de  Julio Argentino Roca, Miguel Juárez Celman, la Generación del 80, Nicolás Avellaneda, entre otros. Además, Feris aclaró que el partido apoyaba el fortalecimiento del industrialismo local. Entre otras de las ideas y propuestas del PAN y el dirigente son el interés colectivo, dejar las peleas del pasado e ir hacia el futuro con patriotismo, reconstruir el país, entre otras ideas.
Dirigentes del partido declaran ser opositores a la Presidencia de Alberto Fernández.

## Distritos
| Distritos              | Distritos    | Presidente               | Alianza                                | Alianza                  | Personería jurídica  | Afiliados |
|                        |              |                          | de Distrito                            | Provincial               | Personería jurídica  | Afiliados |
| ---------------------- | ------------ | ------------------------ | -------------------------------------- | ------------------------ | -------------------- | --------- |
| Buenos Aires           | PA BA        | Daniel Roberto Iturralde | Hacemos por Nuestro País               |                          | Distrito             | 4.382     |
| Ciudad de Buenos Aires | PA CABA      | Desconocido              | Hacemos por Nuestro País               |                          | Distrito             | 3.794     |
| Corrientes             | PA Cts       | Juan Gabriel Noya        | Encuentro por Corrientes               | Encuentro por Corrientes | Distrito, Provincial | 13.932    |
| Formosa                | PA F         | Desconocido              | Sin Alianza                            | Frente de la Victoria    | Distrito, Provincial | 1.582     |
| Salta                  | PA Salta     | Desconocido              | Frente Liberal Salteño por Salta Libre | Distrito, Provincial     | 3.767                |           |
| Santa Fe               | PA SF        | Desconocido              | Sin Alianza                            |                          | Distrito             | 7.053     |
| Santiago del Estero    | PA SE        | Desconocido              | Hacemos por Nuestro País               |                          | Distrito             | 2.956     |
| Total (2022)           | Total (2022) |                          |                                        |                          |                      | 37.466    |

## Elecciones

### Elecciones Primarias Presidencial 2019
| Buenos Aires           | 8.868  |      |
| Ciudad de Buenos Aires | 2.111  |      |
| Catamarca              | 11     |      |
| Chaco                  | 647    |      |
| Chubut                 | 557    |      |
| Córdoba                | 2.940  |      |
| Corrientes             | 4.766  |      |
| Entre Ríos             | 1.197  |      |
| Formosa                | 308    |      |
| Jujuy                  | 366    |      |
| La Pampa               | 406    |      |
| La Rioja               | 358    |      |
| Mendoza                | 1.980  |      |
| Misiones               | 677    |      |
| Neuquén                | 883    |      |
| Río Negro              | 613    |      |
| Salta                  | 893    |      |
| San Juan               | 210    |      |
| San Luis               | 661    |      |
| Santa Cruz             | 108    |      |
| Santa Fe               | 3.014  |      |
| Santiago del Estero    | 412    |      |
| Tierra del Fuego       | 153    |      |
| Tucumán                | 538    |      |
| Total                  | 32.722 | 0,13 |